# Karel Baxa

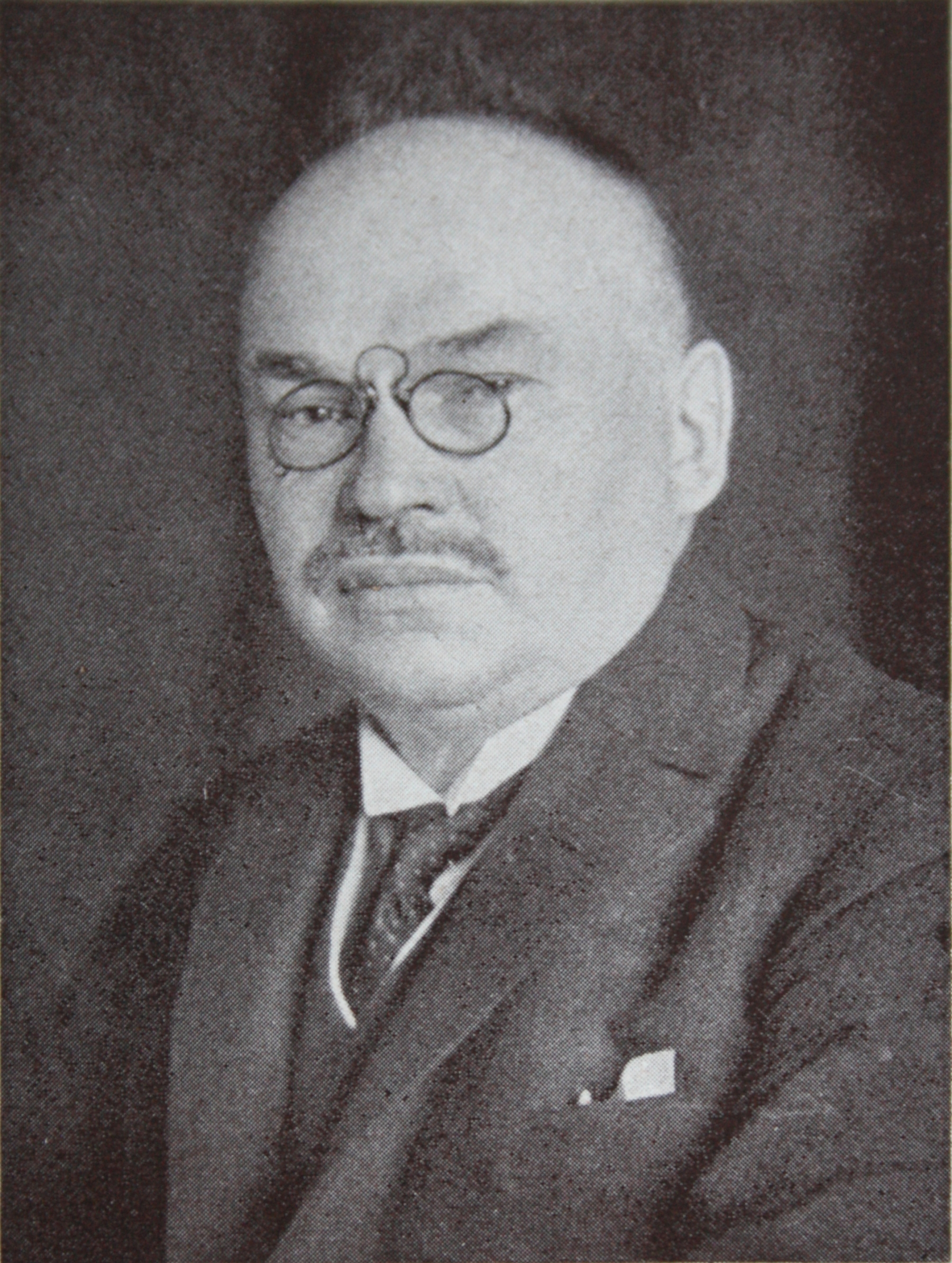
Karel Baxa

Karel Baxa (Sedlčany, 24 juni 1862 - Praag, 5 januari 1938) was een Tsjechisch politicus in Oostenrijk-Hongarije en later in Tsjechoslowakije. Hij is vooral bekend doordat hij lange tijd burgemeester van Praag is geweest.
Karel Baxa, neef van journalist Karel Havlíček Borovský, studeerde nadat hij in 1881 geslaagd was voor het gymnasium aan de Karelsuniversiteit in Praag. Zijn studie recht sloot hij af in 1888. Hij begon zijn werkzame carrière bij rechtbanken in Tábor en Cheb en werd vervolgens in 1891 advocaat in Praag. In die functie trad hij verschillende malen op in belangrijke processen. Later werd Baxa lid van een radicale beweging (radikálně pokrokové hnutí) die onderdeel was van de Mladočeši, een politieke jongerenpartij. In 1895 werd hij gekozen in het parlement van Bohemen, waarvan hij tot 1913 lid van zou zijn. Daarnaast was Baxa van 1901 tot 1918 lid van het parlement in Wenen, de Reichsrat.
In 1899 richtte Karel Baxa met enkele anderen een nieuwe patriottische politieke partij op, de Státoprávně radikální strana. Het belangrijkste standpunt van de partij was het stichten van een onafhankelijke Tsjechische staat. Baxa was leider van de partij tot 1908. In dat jaar splitste de partij zich op en sloot Baxa zich samen met enkele anderen aan bij een andere partij, de Česká strana státoprávně pokroková. In 1911 wisselde hij nogmaals van partij, hij werd lid van de Tsjechische Nationale Sociale Partij (Česká Strana Národně Sociální). Van deze partij, die nog wel meerdere keren van naam veranderde, bleef Baxa lid tot zijn dood.
Na de stichting van Tsjechoslowakije in 1918 werd Karel Baxa in 1919 benoemd tot burgemeester (starosta) van Praag. In 1922 werd de functie van "hoofdburgemeester" (primátor) ingevoerd en Baxa werd benoemd tot eerste burgemeester van groot Praag. Driemaal werd Baxa herkozen, in 1923, 1927 en in 1932. In 1937 trok hij zich terug vanwege zijn leeftijd. Tijdens zijn periode als burgemeester had Karel Baxa nog meerdere andere functies. Vanaf 1920 was hij hoofd van de constitutionele rechtbank (předseda Ústavního soudu Československé republiky), vanaf 1923 was hij voorzitter van het bestuur van de Tsjechische Nationale Bank en tussen 1928 en 1937 was hij lid van de staatsvertegenwoordiging van Bohemen (člen českého zemského zastupitelstva).
- Bibliothèque nationale de France: cb102101229 (data)
- Gemeinsame Normdatei: 1042784795
- International Standard Name Identifier: 0000 0000 5509 2871
- Nationale Bibliotheek van Tsjechië: jk01011209
- Nationale en Universitaire bibliotheek Zagreb: 000535647
- Système universitaire de documentation: 114456364
- Virtual International Authority File: 17211359
- WorldCat: E39PBJfGXk9twHxGj4FcbrCfbd